# Heterophleps nubilata
Heterophleps nubilata är en fjärilsart som beskrevs av Louis Beethoven Prout 1916. Heterophleps nubilata ingår i släktet Heterophleps och familjen mätare. Inga underarter finns listade i Catalogue of Life.